# 柯尼卡

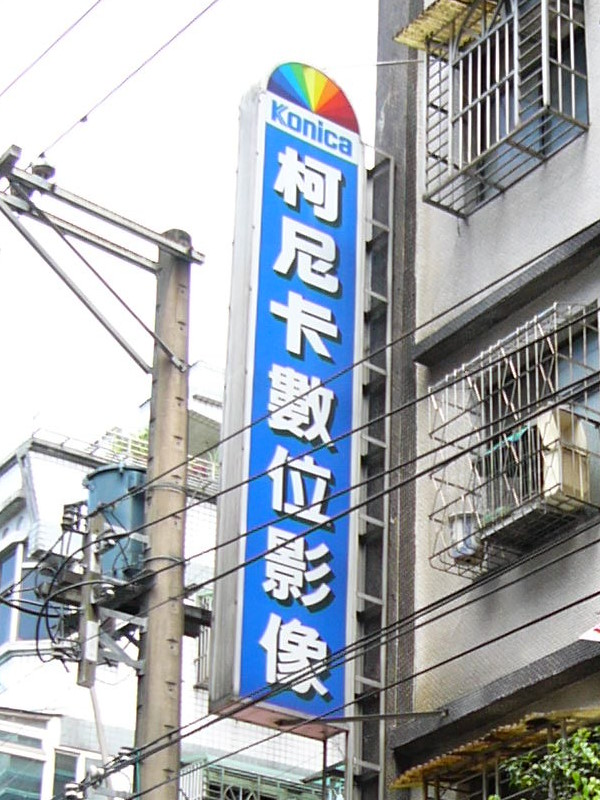
柯尼卡加盟店招牌

株式会社柯尼卡（Konica Corporation；）於1873年在日本東京創立，前身為小西屋六兵衛店。然而要到了1948年，“柯尼卡”這個名字才首次出現於當年推出的35mm照相機“Konica I”上。柯尼卡向來以底片與感光技術著稱，但2000年後隨著數碼相機的迅速普及和傳統膠片市場的急劇萎縮，柯尼卡的業務受到很大的衝擊。除了輕便型照相機、膠片及沖印系統之外，柯尼卡的產品還有商業器材及光學儀器。
2003年8月，柯尼卡與美能达合併為柯尼卡美能達。2006年1月19日，柯尼卡美能達正式宣佈退出照相機及攝影事業，其膠片及相紙於2007年3月31日停產。

## 歷史
- 1873年 杉浦六三郎在東京曲町開設了一家小西屋六兵衛店，這是柯尼卡的前身，該店舖售賣攝影與石版印刷器材。
- 1879年 該店舖改名為小西本店。
- 1882年 設立工場，開始生產照相機、攝影耗材及石板材料，當中更包括日本第一款照相紙。
- 1903年 自家推出的照相紙及照相機在日本市場佔有率中最大。
- 1923年 公司成立小西攝影學校，過了不久就改制為東京工藝大學。
- 1929年 推出以櫻花（Sakura）為品牌的膠片。
- 1943年 公司再度改名為小西六（Konishiroku）寫真工業株式會社。
- 1956年 在美國費城成立Koniphoto公司。
- 1962年 在德國漢堡市成立Konica歐洲中心。
- 1963年 Konica Auto S面世，這是全球第一部內置Cds測光系統的35mm全自動照相機。
- 1964年 Sakura Color 100彩色菲林面世，這是日本第一款彩色膠片。
- 1987年 公司正式改為柯尼卡株式會社，所有產品名稱包括照相機、膠片均一律以柯尼卡為統一品牌。
- 1990年 在倫敦大英博物館內設立Konica藝廊。
- 1997年 贏得第六屆全球環境獎。
- 1998年 柯尼卡彩色影像公司成立，同年推出數碼沖印（Digital Minilab）系統QD21。

## 柯尼卡單鏡反光相機
柯尼卡曾經有一段時間生產過單鏡反光相機。1960年，柯尼卡推出首部單鏡反光相機Konica F，初時的柯尼卡單鏡反光相機使用F鏡頭接環。到了1965年開始，柯尼卡推出的單鏡反光相機改為使用AR鏡頭接環，直至1987年宣佈停產單鏡反光相機為止，而柯尼卡最後一款單鏡反光相機為Konica TC-X。